# Перрі Тауншип (округ Клеріон, Пенсільванія)
Перрі Тауншип (англ. Perry Township) — селище (англ. township) в США, в окрузі Клеріон штату Пенсільванія. Населення — 919 осіб (2020).

## Демографія
Згідно з переписом 2010 року, у селищі мешкало 947 осіб у 380 домогосподарствах у складі 286 родин. Було 517 помешкань
Расовий склад населення:
| - 99,3 % — білих - 0,4 % — корінних американців - 0,1 % — чорних або афроамериканців |

До двох чи більше рас належало 0,2 %. Частка іспаномовних становила 0,6 % від усіх жителів.
За віковим діапазоном населення розподілялося таким чином: 19,5 % — особи молодші 18 років, 63,5 % — особи у віці 18—64 років, 17,0 % — особи у віці 65 років та старші. Медіана віку мешканця становила 45,1 року. На 100 осіб жіночої статі у селищі припадало 102,4 чоловіків;  на 100 жінок у віці від 18 років та старших — 102,7 чоловіків також старших 18 років.
Середній дохід на одне домашнє господарство  становив 67 780 доларів США (медіана — 50 893), а середній дохід на одну сім'ю — 76 726 доларів (медіана — 57 333). Медіана доходів становила 41 563 долари для чоловіків та 30 417 доларів для жінок. За межею бідності перебувало 7,7 % осіб, у тому числі 14,8 % дітей у віці до 18 років та 1,2 % осіб у віці 65 років та старших.
Цивільне працевлаштоване населення становило 475 осіб. Основні галузі зайнятості: освіта, охорона здоров'я та соціальна допомога — 17,3 %, виробництво — 16,2 %, роздрібна торгівля — 11,2 %, науковці, спеціалісти, менеджери — 10,3 %.